# کفشک (ماهی)

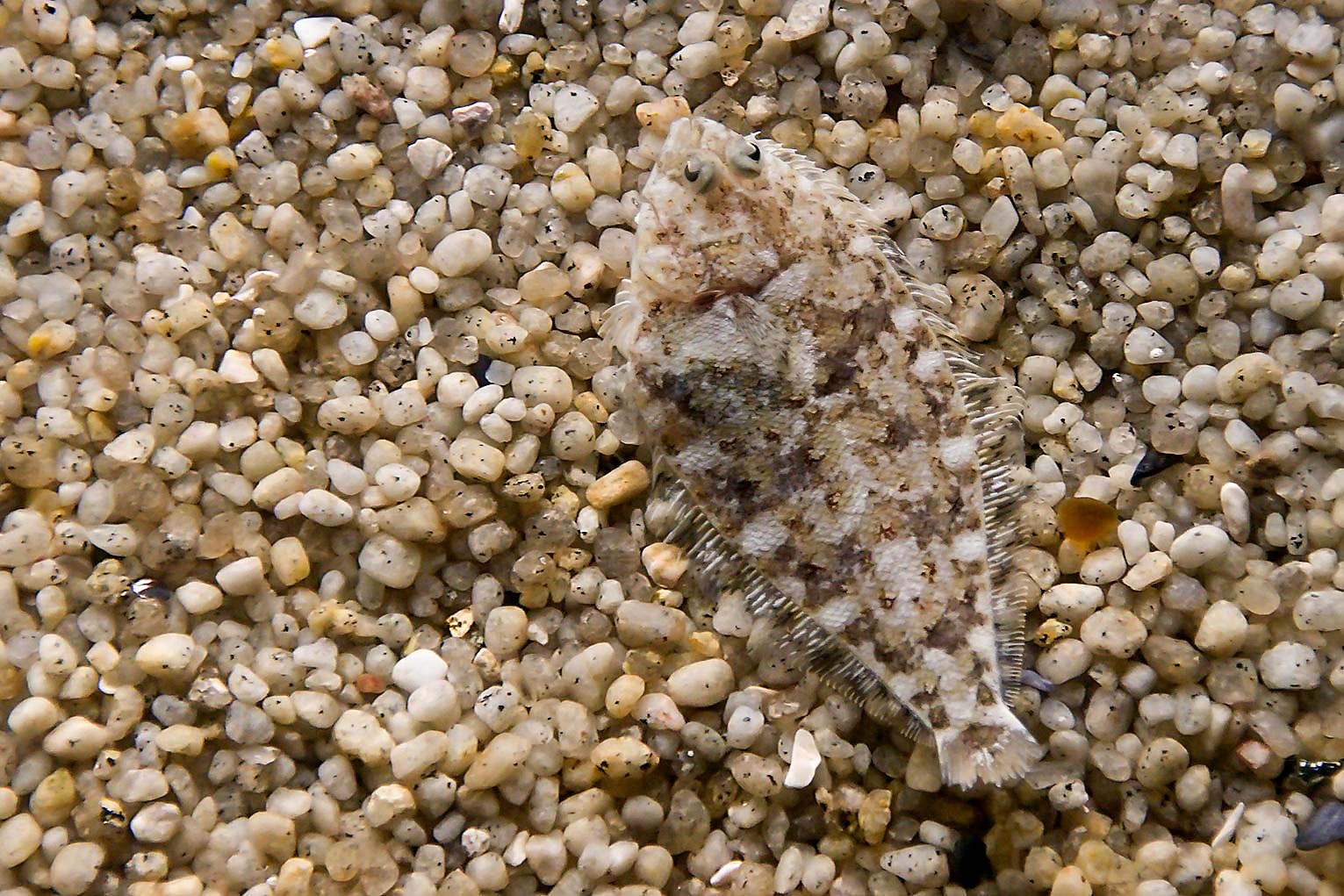
استتار یک کفشک ماهی بر روی سنگریزه‌های کف دریا

ماهی کَفشَک یا ماهی مزلک یا ماهی زبیدی، که با نام‌های کفچه‌ماهی یا پَهن‌ماهی نیز شناخته می‌شود گونه‌ای ماهی از راسته کفشک‌ماهی‌سانان (Pleuronectiformes)، رده ماهیان پرتوباله (Actinopterygii) است. این ماهی با ظاهر شگفت خود مثال خوبی برای طرف‌داران نظریه تکامل ارائه می‌کند. پهن‌ماهی بر پهلویش بر کف اقیانوس دراز می‌کشد. چشمی که باید به سوی کف باشد به صورتی تکامل یافته که به جای آن در بالا قرار گرفته‌است. این ماهی بدنی تیره دارد و هر دو چشمانش در یک سمت بدن با میدان دید ۷۰ درجه به بالا قرار دارند. اندازهٔ پهن‌ماهی بین ۱۲ تا ۲۸ س.م. است ولی در مواردی تا ۴٫۵ متر هم دیده شده‌است. زیستگاه پهن‌ماهی بیشتر کرانه‌های اسکاندیناوی است و تا ژرفای ۵۵متری در دریاچه‌ها و رودخانه‌ها دیده می‌شود.
این ماهی که در بین مردم ایران با نام ماهی مزلک و در استان‌های جنوبی ایران با نام زبیدی شناخته می‌شود مصرف خوراکی دارد و گوشت نسبتا پرچربی داشته و رنگ گوشت آن سفید است.  پیش از پختن به این علت که پوست سفتی دارد حتما باید پوست آن کامل کنده شده باشد.

## رشد و تکامل
این ماهی با ظاهر شگفت خود مثال خوبی برای طرفداران نظریه تکامل داروین را ارائه می‌کند.
کفشک ماهی در ابتدا شبیه به ماهی حلوا است یک بچه کفشک ماهی خیلی طبیعی به نظر می‌رسد اما از زمانی که مثل ماهی حلوا دنبال شکار نمی‌رود و تصمیم می‌گیرد کف دریا به یک پهلو بخوابد و استتار کند و تنبلی پیشه کند و منتظر غذا باشد تغییر آغاز می‌شود. چون کف دریا استتار کرده دقیقاً نیمی از بدنش که به سمت دریا خوابیده کاملاً سفید است و طرف دیگر بدنش که با آب تماس دارد رنگی مانند محیط اطرافش دارد همین استتار باعث می‌شود که او مخفی باشد و به آسانی شکار کند.
هر چه به سمت بلوغ می‌رود، یک چشم او که زیر بدنش است و قابل استفاده نیست به سمت دیگر سر حرکت می‌کند و در نهایت چشمش به نیم رخ صورتش که با آب تماس دارد کوچ می‌کند تا هر دو چشم مورد استفاده قرار بگیرند.
بعد از بلوغ او تکامل یافته و دیگر شبیه حلوا نیست، دو چشمش به یک طرف صورت قرار دارد و به بوسیله تکان دادن تمام بدنش به سمت بالا و پایین در آب حرکت می‌کند و قسمت چشم‌ها همیشه بالا قرار می‌گیرند، درست برخلاف ماهی حلوا که به چپ و راست شنا می‌کند.